# Pelidnoptera nigripennis
Pelidnoptera nigripennis is een vliegensoort uit de familie van de miljoenpootvliegen (Phaeomyiidae). De wetenschappelijke naam van de soort is voor het eerst geldig gepubliceerd in 1794 door Fabricius.